# ستارا بیاوکا
ستارا بیاوکا (به لهستانی:  Stara Białka) یک روستا در لهستان است که در گمینا لوباوکا واقع شده‌است.